# Rachael Gunn
Rachael Louise Gunn, nota anche con lo pseudonimo di Raygun (Hornsby, Sydney, 2 settembre 1987), è una docente universitaria alla Facoltà di Arti della Macquarie University di Sydney e una ex ballerina di break dance australiana.
La Gunn ha attirato l'attenzione dei media dopo aver gareggiato nella gara femminile di break dance delle Olimpiadi di Parigi 2024. Dopo la sua prestazione, Rachael Gunn è diventata oggetto di diffuse critiche e di cyberbullismo, aspetto che nel novembre 2024 l'ha portata alla decisione di ritirarsi.

## Biografia

### Infanzia e formazione
Nata nel sobborgo di Hornsby, nei pressi di Sydney, Rachael Gunn ha iniziato a praticare il ballo sin dall'infanzia, studiando lo stile del ballo da sala, del tip-tap e della danza jazz.
Rachael si è diplomata alle superiori presso il Barker College di Hornsby, per poi iscriversi all'Università Macquarie di Sydney. Nel 2009 la Gunn si è laureata in musica contemporanea, mentre nel 2017 ha completato il dottorato di ricerca in studi culturali. La sua tesi di Dottorato, dal titolo Deterritorializing Gender in Sydney's Breakdancing Scene: A B-girl's Experience of B-boying, ha esplorato l'intersezionalità del genera e la cultura della break dance della città di Sydney. Per la stesura della tesi, Rachael Gunn è stata seguita dal supervisore Diane Hughes.

### Carriera accademica
Rachael Gunn è una docente della Facoltà di Arti della Università Macquarie di Sydney presso il Dipartimento di Media, Comunicazione, Arti Creative, Lingua e Letteratura. Le sue ricerche si focalizzano principalmente sulla break dance, la street dance, la cultura hip hop, la cultura giovanile, scienze politiche e studi di genere.

## Carriera sportiva

### Esordi
Rachael Gunn ha praticato il ballo sin dall'infanzia, prima concentrandosi sul ballo da sala, per cui ha anche preso parte a delle competizioni, sul tip-tap e sulla danza jazz. Suo marito Samuel Free praticava break dance già da 10 anni quando conobbe la Gunn e la incoraggiò a provare. Rachael ha iniziato a praticare break dance nei primi anni 2010, quando aveva circa 25 anni. Durante il suo Dottorato di ricerca, la Gunn ha dovuto interrompere gli allenamenti e le competizioni professionali di break dance, per poi ritornare attiva nel 2018.
Rachael gareggia con il nome d'arte Raygun, unione di parte del suo nome e di parte del suo cognome, a volte preceduto dal titolo "B-girl". La Gunn è allenata dal marito e dichiara di allenarsi dalle tre alle quattro ore al giorno.
Nel 2022 la Gunn si è classificata 2ª nella classifica delle B-Girls australiane, raggiungendo il primo posto nel 2023. Inoltre, in molti eventi di break dance tenutisi in Australia, la Gunn si è sempre classificata nella top 3 o ne è risultata vincitrice. Ha rappresentato l'Australia ai Campionati mondiali di break dance di Parigi 2021, Seoul 2022 e Leuven 2023. Nel settembre 2023 ha vinto i Campionati di Break Dance dell'Oceania, garantendosi un posto per le Olimpiadi di Parigi 2024.

### Olimpiadi di Parigi 2024
Rachael Gunn ha preso parte alla gara femminile di break dance delle Olimpiadi di Parigi 2024, ottenendo zero punti, perdendo 18-0 tutte le battaglie disputate. La Gunn è stata eliminata alla fase a gironi, dopo essere stata sconfitta dalle altre b-girl Logistx, Syssy e Nicka.
La prestazione della Gunn è stata particolarmente discussa, diventando virale sui social network e provocando la creazione di diversi meme. Successivamente, la Gunn è finita al centro di polemiche e commenti molto pesanti, diventando oggetto di attacchi di cyberbullismo. L'esibizione della Gunn è stata definita "goffa", "non all'altezza della competizione" e di aver contribuito ad "aver ridicolizzato la breakdance nel momento della sua massima esposizione mediatica".
L'accaduto ha in seguito generato una serie di teorie complottiste secondo cui la Gunn avrebbe manipolato, insieme ad altri personaggi della delegazione australiana, il processo di selezione degli atleti per le Olimpiadi, contribuendo a insabbiare le prove di ballerini più giovani e talentuosi per assicurarsi un posto a Parigi 2024.
Immediatamente dopo l'evento, iniziarono a circolare false notizia circa il fatto che Samuel Free, marito della Gunn, fosse un allenatore nazionale coinvolto nella selezione della squadra olimpica australiana e un giudice dell'Oceania Breaking Championship, torneo di qualificazione olimpico tramite il quale la Gunn si qualificò alle Olimpiadi di Parigi. Tuttavia, Free non fece da giudice durante il torneo, nessun australiano era presente tra la giuria, il torneo utilizzava le stesse regole utilizzate alle gare di Parigi ed era, inoltre, aperto a tutti.
In seguito, infatti, tramite il sito Change.org, è stata lanciata una petizione online indirizzata al Primo Ministro australiano Anthony Albanese e al Comitato olimpico australiano con la richiesta di considerare la Gunn e la capo della delegazione australiana Anna Meares come "responsabili per condotta non etica". La Gunn si era assicurata un posto alle Olimpiadi di Parigi 2024 dopo aver vinto l'Oceania Breaking Championship, tenutosi a Sydney nell'ottobre 2023, in cui batté un'altra b-girl australiana di nome Molly.
Matt Carroll, Presidente del Comitato olimpico australiano (COA), ha richiesto che la petizione venisse cancellata, affermando che equivaleva a "forme di bullismo e molestia, oltre a essere diffamatoria", aggiungo che il COA era particolarmente offeso per le critiche mosse anche nei confronti della Meares. Carroll ha dichiarato, inoltre, che la selezione australiana è stata fatta da nove giudici internazionali indipendenti e che la Gunn è stata nominata legittimamente dalla DanceSport Australia al COA per la selezione. La Gunn si era assicurata un posto alle Olimpiadi di Parigi 2024 dopo aver vinto l'Oceania Breaking Championship, tenutosi a Sydney nell'ottobre 2023, in cui batté un'altra b-girl australiana di nome Molly. Il 15 agosto successivo, il sito Change.org cancella la petizione.
Inoltre, molti commentatori sportivi hanno strumentalmente usato l'esibizione della Gunn per sostenere che la break dance non fosse uno sport degno di essere considerato olimpico.

#### Risposte

##### Reazioni della Gunn
Dopo le prime critiche ricevute, la Gunn ha dichiarato durante un'intervista: «Non avrei mai battuto queste ragazze in quello che fanno meglio, le mosse dinamiche e di potenza, quindi volevo muovermi diversamente, essere artistica e creativa, perché quante volte in una vita hai la possibilità di farlo su un palcoscenico internazionale». In relazione alla petizione, invece, la Gunn ha reagito pubblicando un video sul suo canale Instagram, dichiarando: «Voglio iniziare ringraziando tutte le persone che mi hanno sostenuto. Apprezzo la positività e sono felice di aver potuto portare un po' di gioia nelle vostre vite. Questo è quello che speravo. Non pensavo che avrebbe aperto la porta a così tanto odio. Ad essere onesti, è già stato terribile. Anche se mi stavo divertendo, l'ho preso anche molto sul serio. Ho lavorato duro e ho dato il massimo. [...] La petizione? Queste sono solo informazioni sbagliate. Vorrei chiedere alla stampa di smettere di molestare la mia famiglia, i miei amici e la comunità australiana di breakdance».

##### Sostegno ricevuto
Non è mancato il supporto della comunità sportiva e di personaggi pubblici che si sono immediatamente schierati a favore della Gunn, considerando l'accaduto "surreale".
Anna Meares, capo della delegazione australiana, ha difeso la ballerina dicendo che quanto accaduto con i leoni da tastiera è stato un episodio, sostenendo e ammirando il coraggio e la personalità della Gunn. Anche Jeff Dunne, breaker australiano in competizione nella gara maschile, ha difeso la Gunn con un messaggio in cui ammette di rispettarla al 100% non solo come persona ma anche per il fatto che è la rappresentante indiscussa delle breaker donne australiane.
Anche Martin Gilian, il capo dei giudici del torneo olimpico di breakdance, ha espresso sostegno nei confronti dell'atleta, ammettendo che passi come quello del canguro sono coerenti con lo spirito della disciplina, che prevede di farsi ispirare dal contesto da cui si proviene. Inoltre, sempre secondo la Gilian, la Gunn meritava di stare alle Olimpiadi perché aveva vinto il torneo organizzato per la qualificazione.
La World DanceSport Federation ha manifestato il pieno sostegno alla Gunn, mettendo a disposizione il proprio responsabile della salvaguardia nel caso in cui la Gunn avesse manifestato problemi di salute mentali dovuti alle pressioni mediatiche.
Il primo ministro australiano Albanese ha dichiarato: «Raygun ci ha provato: buon per lei. Buttarsi fa parte della cultura australiana. Si è buttata nel rappresentare il suo Paese, ed è una cosa bella».

### Dopo le Olimpiadi
Nel settembre 2024, la World DanceSport Federation ha classificato la Gunn come numero uno al mondo. Ciò è dovuto principalmente al fatto che, per molti atleti, era scaduto il periodo di validità di 52 settimane dei punti che contribuiscono a stilare la classifica. Inoltre, le Olimpiadi e le sue qualificazioni non forniscono punti ai fini della classifica mondiale.
Nell'ottobre 2024, il sito web australiano news.com.au ha riportato che, nonostante la notorietà della Gunn e della breakdance sia notevolmente aumentata dopo le Olimpiadi di Parigi, altri ballerini australiani e avevano iniziato a prendere le distanze dalla stessa atleta.
Il 6 novembre 2024 la Gunn annuncia il ritiro delle competizioni a causa del cyberbullismo ricevuto dopo la performance alle Olimpiadi. La stessa ha, in seguito, dichiarato che l'idea di essere giudicata da così tante critiche online ha cambiato la sua esperienza nell'affrontare le competizione e che, di conseguenza, continuerà a danzare solo per il piacere di farlo.

## Vita privata
Rachael Gunn è sposata con Samuel Free, anch'esso ballerino di break dance, conosciuto all'Università nel 2008. I due sono convolati a nozze nel gennaio 2018.

## Pubblicazioni

### Articoli di giornale
- Rachael Gunn, The 'systems of relay' in doing cultural studies: experimenting with the 'Body without Organs' in b-girling practice, in Continuum, vol. 30, n. 2, 2016,  pp. 183-194, DOI:10.1080/10304312.2016.1143194, ISSN 1030-4312 (WC · ACNP).
- Rachael Gunn, Where the #bgirls at? politics of (in)visibility in breaking culture, in Feminist Media Studies, vol. 22, n. 6, 2022,  pp. 1447-1462, DOI:10.1080/14680777.2021.1890182, ISSN 1468-0777 (WC · ACNP).

### Capitoli di libri
- Rachael Gunn, Nocturnal Paradox: How Breakdancing Reveals the Potentials of the Night, in Geoff Stahl e Giacomo Bottà (a cura di), Nocturnes: Popular Music and the Night, collana Pop Music, Culture and Identity, Palgrave Macmillan, 2019,  pp. 147-162, DOI:10.1007/978-3-319-99786-5, ISBN 978-3-319-99785-8.